# Dolní Benešov
Dolní Benešov (in tedesco: Beneschau) è una città della Repubblica Ceca orientale, nel Distretto di Opava, nella Regione di Moravia-Slesia.

## Amministrazione

### Gemellaggi
- Santa Maria del Cedro
- Rajecké Teplice
- Wilamowice